# 蒼の世界
「蒼の世界」（あおのせかい）は、日本のロックバンド・レミオロメンのメジャー6作目（通算7作目）のシングル。

## 概要
- 前作「南風」から約8ヶ月ぶりにして、2ヶ月連続リリースの第1弾シングル[1]。
- 「アカシア」以来3作ぶりに作曲クレジット表記がバンド名義から個人名義に戻ったが、編曲クレジットは表記が無いままとなった[注 1]。
- 初回限定盤と通常盤の2形態で発売され、初回限定盤はデジパック仕様のCD EXTRA規格で表題曲のミュージック・ビデオが収録された。
- オリコンチャート初登場2位を獲得。シングルとしては初のトップ3入りと[注 2]、「3月9日」以来4作ぶりに複数月に至る月間チャート入りを果たした。

## 収録曲
1. 蒼の世界 [4:55]
作詞・作曲：藤巻亮太
2. 息継ぎ [3:50]
作詞・作曲：藤巻亮太
3. 午後の低気圧 [4:17]
作詞：藤巻亮太
作曲：藤巻亮太、前田啓介

## 参加ミュージシャン
レミオロメン
- 藤巻亮太：Vocal & Guitar
- 神宮司治：Drums
- 前田啓介：Bass

サポートミュージシャン
- 小林武史：Keyboards
- 安達練：Computer Programmed

## 収録アルバム
- HORIZON (#1)